# Андріс Берзіньш
Андріс Берзіньш (латис. Andris Bērziņš; нар. 10 грудня 1944) — латвійський підприємець і політик, восьмий Президент Латвії, обраний 2 червня 2011 року.
У 1993–2004 роках очолював банк «Unibanka».

## Біографія
1958 року закінчив семирічку в Нітауре й десятирічку у Сігулді 1962. 1971 року закінчив Ризький політехнічний інститут за спеціальністю «радіоінженер», після чого працював на заводі «Електрон», де доріс до директора заводу.
1988 року був призначений на посаду заступника міністра побутових послуг Латвійської РСР. Того ж року закінчив економічний факультет Латвійського державного університету. Був членом КПРС.
1989 року був обраний до лав Валміерської райради, яку він очолив, а потім став головою райвиконкому. 1990 року обраний до Верховної Ради (парламенту) Латвійської РСР, де вступив до фракції Народного фронту Латвії. Коли 4 травня 1990 парламент ухвалив Декларацію про відновлення Латвійської республіки, Берзіньш проголосував «за».
Після завершення 1993 року терміну депутатських повноважень Берзіньш очолив Фонд приватизації при Банку Латвії. Він також очолив спільне підприємство «Latvijas Unibanka». Берзіньш став успішним підприємцем, а його статки перевищили мільйон латів (на середину 2000-их). Він також володів близько 30-ма земельними ділянками. Берзіньш працював радником Президента SEB і був членом правлінь низки спільних підприємств, включно з «Valmiera stikla šķiedra» (Валміерське Скловолокно) та «Lode».

### Політична кар'єра
Андріс Берзіньш повернувся до політики 2005 року, коли безуспішно балотувався на посаду мера Риги як перший номер партійного списку Союзу зелених і селян. У 2006—2010 роках очолював Торгово-промислову палату Латвії, а також до 2009 очолював правління Latvenergo.
2010 року був обраний депутатом Сейму від Союзу зелених і селян. Від 4 листопада 2010 — член, а від 8 листопада — голова комітету з економічної, сільськогосподарської, екологічної та регіональної політики Сейму. Від 4 листопада 2010 — член Комісії з запитів Сейму. Від 17 березня до 25 травня 2011 — член парламентської комісії з розслідування у зв'язку з передбачуваною незаконною діяльністю з поглинання та реструктуризації АТ Parex Bank.
23 травня 2011 п'ятеро депутатів від Союзу зелених і селян висунули Берзіньша кандидатом на посаду Президента Латвії.
У першому раунді виборів Берзіньш виборов 50 голосів «за» і 48 «проти», натомість Валдіс Затлерс здобув 43 «за» і 55 «проти» (голосували 98 депутатів із 99), що означало, що нікого не обрано. У другому раунді, що відбувся того ж дня, Берзіньш виборов 53 голоси, що означало, що його обрано. Андріс Берзіньш посів президентську посаду 8 липня 2011 року.
7 липня 2015 року, після завершення терміну президентських повноважень, вийшов у відставку. На посаді голови держави його замінив Раймондс Вейоніс.

## Нагороди
- Відзнака «Іменна вогнепальна зброя» (Україна, 14 березня 2013)[7];
- орден князя Ярослава Мудрого III ступеня (2008) — за вагомий особистий внесок у розвиток українсько-латвійського співробітництва[8];
- орден Білого Орла (Польща, 2012);
- Хрест визнання;
- кавалер ордена Трьох зірок 1-го ступеня;
- Великий хрест ордена Святого Олафа (Норвегія, 2015);
- орден «За видатні заслуги» (Узбекистан, 2013)[9].